# Gamma (letter)
De gamma (hoofdletter Γ, kleine letter γ, Grieks: γάμμα), is de derde letter van het Griekse alfabet. γ' is het Griekse cijfer voor 3, γ voor 3000.
De gamma werd in het klassieke Grieks uitgesproken als een /g/, zoals in het Frans garçon maar in het modern Grieks als een /ɣ/ of /ʝ/. Maar voor een γ, κ, χ, en ξ wordt de gamma uitgesproken als een /ŋ/.
In de natuurkunde staat de γ voor gammastraling en is het het symbool voor oppervlaktespanning.
En in de houtbewerking staat deze letter voor de spaanhoek van snijgereedschap. Ook staat de γ in de natuurkunde voor de kubieke uitzettingscoëfficiënt.
In de pensioensector is het een maat voor de relatieve risicoaversie(RRA) bij de deelnemers.